# 阿巴赫河 (埃姆舍爾河支流)
51°28′54″N 7°10′27″E / 51.481665°N 7.174078°E
阿巴赫河（德語：Ahbach），是德國的河流，位於該國西部，處於北萊茵-威斯特法倫州，屬於卡拜瑟曼巴赫河的支流，河道全長3公里，河畔城鎮有波鴻。